# Пинедо, Густаво
Густа́во Пине́до Саба́ла (исп. Gustavo Pinedo Zabala; 18 февраля 1988, Санта-Крус-де-ла-Сьерра, Боливия) — боливийский футболист, полузащитник клуба «Аурора».

## Биография

### Клубная карьера
Начал играть в боливийской «Академии Тауичи» из Санта-Круса. Затем играл в Испании, за клубы из низших лиг — «Кадис-2», «Херес» и «Рота»
Летом 2009 года перешёл в одесский «Черноморец». В Премьер-лиге Украины дебютировал 22 августа 2009 года в выездном матче против криворожского «Кривбасса» (2:3), Пинедо вышел на 70 минуте вместо Руслана Левиги. По итогам сезона 2009/10 «Черноморец» занял 15 место, обогнав только «Закарпатье», вылетел из Премьер-лиги в Первую лигу. В мае 2010 года контракт с Густаво Пинедо продлён не был и он получил статус свободного агента.

### Карьера в сборной
Выступал за сборные Боливии до 17 и до 20 лет. Играл на молодёжном Кубке Америки 2007. В главной сборной дебютировал в 2007 году в товарищеских матчах против ЮАР и Северной Ирландии.